# Sofia Maddalena di Brandeburgo-Kulmbach
Sofia Maddalena di Brandeburgo-Kulmbach (Lauf an der Pegnitz, 28 novembre 1700 – Copenaghen, 27 maggio 1770) fu regina consorte di Danimarca e Norvegia.

## Biografia
Sofia Maddalena era figlia del margravio Cristiano Enrico di Brandeburgo-Kulmbach, e di sua moglie, Sofia Cristiana di Wolfstein. Discendeva da un ramo cadetto degli Hohenzollern originatosi alla morte di Cristiano di Brandeburgo-Bayreuth. Crebbe alla corte di Cristiana Eberardina di Brandeburgo-Bayreuth, regina di Polonia, di cui era la dama di compagnia.

## Matrimonio
Il re Federico IV di Danimarca permise a suo figlio, il principe ereditario Cristiano, di trovarsi una moglie da solo. Durante un viaggio attraverso l'Europa accompagnato dal cancelliere Ulrik Adolf Holstein, il principe ereditario conobbe Sofia Maddalena nel castello di Pretzsch. Nonostante Sofia Maddalena provenisse da una piccola famiglia principesca tedesca, insignificante, relativamente povera e numerosa, il re diede il suo permesso. Si sposarono il 7 agosto 1721 a Pretzsch. La coppia ebbe tre figli:

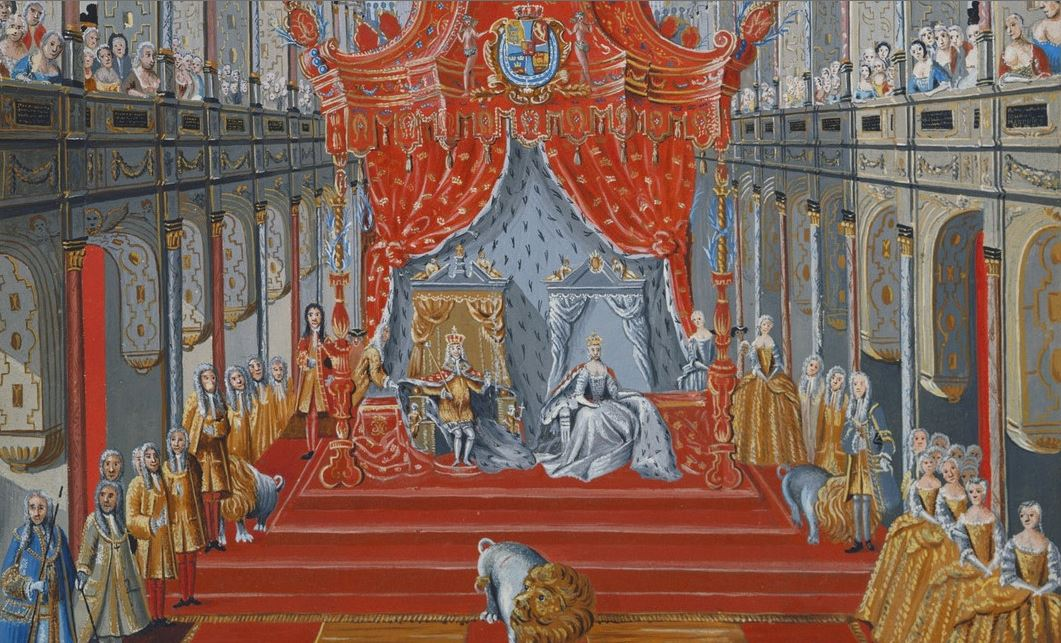
Incoronazione di Cristiano VI, 1731.

- Federico (1723-1766);
- Luisa (1724);
- Luisa (1726-1756).

## Regina
Alla morte di Federico IV, nel 1730, Cristiano salì al trono e Sofia Maddalena divenne regina. Furono incoronati il 6 giugno 1731 nella Cappella del Castello di Frederiksborg. Per l'incoronazione Sofia Maddalena si fece realizzare una nuova in quanto si rifiutò di indossare la stessa dell'odiata regina Anna Sofia, che lei chiamava "quella puttana!". Grazie al suo gusto in fatto di gioielli venne istituito la collezione dei gioielli della corona che include gli smeraldi donati a Sofia Maddalena dal re Cristiano VI alla nascita del futuro Federico V.
L'unione fu felice, suo marito la rispettava e si fidava di lei, ma la coppia reale non era popolare. La regina Sofia Maddalena è stata descritta come altezzosa, arrogante e orgogliosa, ed è stata accusata di isolare la famiglia reale dall'interno della corte, dominata dai forti sentimenti religiosi della coppia reale e dai favoriti tedeschi e parenti della regina.
Furono emanate numerose leggi e divieti ispirati dai forti sentimenti religiosi della coppia reale, incluso il divieto di spettacoli teatrali e giostre la domenica, e nel 1735 venne introdotto un regolamento sui giorni festivi con la frequenza obbligatoria in chiesa, dove le violazioni del dovere comportavano multe o l'arresto. La religiosità e la forte influenza del pietismo di Sofia Maddalena furono espresse quando nel 1737 fondò al castello di Vallø la Noble Vallø Foundation for Unmarried Daughters, una casa per anziani e aristocratiche non sposate.
Nonostante il loro pietismo, tuttavia, la coppia reale amava lo sfarzo e il lusso. Il re Luigi XIV di Francia era il loro grande modello. Sofia Maddalena ha sfruttato al massimo la sua posizione di regina in materia di rango, precedenza e cerimonia, e la vita di corte era un misto di sottomesso puritanesimo religioso e sfarzo cerimoniale. Il re e la regina raramente si facevano vedere in pubblico, ed erano così umanamente ostili che si lasciavano trasportare per la città in una carrozza dai finestrini coperti.
Conduceva uno stile di vita stravagante, nonostante l'economia vacillante della Danimarca. Seguendo la moda delle regine del suo tempo, possedeva un tornio costruito da Diderich de Thurah, che usava per tornire oggetti di avorio o legni preziosi. È stato ipotizzato che l'amore di Sofia Maddalena per i gioielli e il lusso provenisse da suo suocero, dopo averlo visto coprire la sua consorte, Anna Sofia Reventlow, con gioielli e altri doni. Le piaceva anche la moda.
Fu accusata di non aver mai scartato il suo tedesco, anche se la cultura e la lingua tedesche erano state dominanti a corte prima del suo tempo: il primo membro della famiglia reale danese che scelse la lingua danese piuttosto che tedesca sarà infatti il pronipote di Sofia Maddalena, Federico VI. La regina imparò il danese, ma il tedesco era la lingua parlata a corte e nell'alta società. Tuttavia, il suo favoritismo verso tutte le cose tedesche era ampiamente rinomato. Il suo entourage tedesco ottenne importanti incarichi a corte e fu favorito rispetto ai danesi; i suoi fratelli erano soprannominati i "Principi del Sangue" e le sue dame di compagnia tedesche ricevevano un grado su tutte le contesse del Regno.
Come regina, ha ricevuto molti dei suoi parenti in Danimarca. Sua sorella minore, Sofia Carolina, principessa vedova di Ostfriesland, fu nominata da lei badessa a Vallø stift, con una pensione annuale di 16.600 talleri, una grossa somma a quei tempi. Negli archivi nazionali c'è una lettera di Sofia Maddalena a suo marito. Gli chiese di permettere il ritorno di sua sorella nell'Ostfriesland. Il motivo era che la regina era violentemente gelosa di sua sorella ed era sicura che lei e Cristiano VI avessero una relazione. Alla fine, Sofia Carolina non venne espulsa. La presunta relazione divenne abbastanza nota da essere stata oggetto del successivo caso giudiziario di Anna Sophie Magdalene Frederikke Ulrikke, che sosteneva di essere il frutto della presunta relazione. Due dei fratelli di Sofia Maddalena erano ammiragli danesi e sua madre, arrivò in Danimarca dopo l'annuncio della sua prima gravidanza nel 1723, soggiornando al Palazzo di Sorgenfri, dove rimase fino alla sua morte nel 1737.
Secondo una storia contemporanea, la regina era così gelosa da preferire che le sue dame di compagnia fossero il meno attraenti possibile per non rischiare di attirare il re; tuttavia, la sua gelosia era considerata del tutto inutile. Sebbene la sua influenza sul coniuge fosse grande, non sembra aver mostrato molto interesse per la politica, e quando a un certo punto le venne suggerito di essere nominata reggente se il figlio gli fosse succeduto quando era ancora un bambino, si mostrò disinteressata all'idea.
Per Sofia Maddalena era motivo di grande preoccupazione e delusione il fatto che nessuno dei suoi due figli sopravvissuti avesse ereditato i rigidi ideali religiosi e lo stile di vita dei loro genitori. Il re Federico V era conosciuto come un famigerato ubriacone con tendenze sadiche, mentre la principessa Luisa sarebbe rimasta incinta di un valet de chambre, uno scandalo che la portò a sposarsi frettolosamente con il duca di Sassonia-Hildburghausen, che ricevette una cospicua dote in compenso.
Nel 1746 il marito morì e gli successe il figlio Federico V.
Nel 1732, ha fondato l'Ordine dell'Unione Perfetta, che doveva essere dato solo alle donne che vivevano in matrimoni felici.

## Ultimi anni e morte
Come una regina vedova, ha vissuto una vita discreta durante il regno di suo figlio, con il quale non andava d'accordo. Fece costruire il Palazzo di Hirschholm, dove trascorreva le sue estati da vedova, mentre in inverno viveva nel palazzo di Christiansborg.
Nel 1766 sale al trono il nipote Cristiano VII. Durante il regno di suo nipote, ricevette più attenzioni, poiché andava molto d'accordo con i suoi nipoti. Il principe ereditario Cristiano e suo cugino, il principe Carlo d'Assia-Kassel, trascorsero molto tempo con la regina vedova a Hirschholm.
Morì il 27 maggio 1770 nel palazzo di Christiansborg e venne sepolta nella Cattedrale di Roskilde.

## Ascendenza
|                                           |   |                             | Genitori                            |  |  | Nonni |  |  | Bisnonni                          |  |  | Trisnonni                               |  |
|                                           |   |                             |                                     |  |  |       |  |  | Cristiano di Brandeburgo-Bayreuth |  |  | Giorgio Federico di Brandeburgo-Ansbach |  |
|                                           |   |                             |                                     |  |  |       |  |  | Cristiano di Brandeburgo-Bayreuth |  |  | Giorgio Federico di Brandeburgo-Ansbach |  |
|                                           |   | Elisabetta di Anhalt-Zerbst |                                     |  |  |       |  |  | Cristiano di Brandeburgo-Bayreuth |  |  |                                         |  |
| Giorgio Alberto di Brandeburgo-Kulmbach   |   |                             |                                     |  |  |       |  |  | Cristiano di Brandeburgo-Bayreuth |  |  |                                         |  |
|                                           |   | Maria di Hohenzollern       | Alberto Federico di Prussia         |  |  |       |  |  |                                   |  |  |                                         |  |
|                                           |   | Maria di Hohenzollern       | Alberto Federico di Prussia         |  |  |       |  |  |                                   |  |  |                                         |  |
|                                           |   | Maria di Hohenzollern       | Maria Eleonora di Jülich-Kleve-Berg |  |  |       |  |  |                                   |  |  |                                         |  |
| Cristiano Enrico di Brandeburgo-Kulmbach  |   | Maria di Hohenzollern       |                                     |  |  |       |  |  |                                   |  |  |                                         |  |
|                                           |   | …                           | …                                   |  |  |       |  |  |                                   |  |  |                                         |  |
|                                           |   | …                           | …                                   |  |  |       |  |  |                                   |  |  |                                         |  |
|                                           |   | …                           | …                                   |  |  |       |  |  |                                   |  |  |                                         |  |
| Maria Elisabetta di Holstein-Glücksburg   |   | …                           |                                     |  |  |       |  |  |                                   |  |  |                                         |  |
|                                           |   | …                           | …                                   |  |  |       |  |  |                                   |  |  |                                         |  |
|                                           |   | …                           | …                                   |  |  |       |  |  |                                   |  |  |                                         |  |
|                                           |   | …                           | …                                   |  |  |       |  |  |                                   |  |  |                                         |  |
| Sofia Maddalena di Brandeburgo-Kulmbach   |   | …                           |                                     |  |  |       |  |  |                                   |  |  |                                         |  |
|                                           | … | …                           |                                     |  |  |       |  |  |                                   |  |  |                                         |  |
|                                           | … | …                           |                                     |  |  |       |  |  |                                   |  |  |                                         |  |
|                                           | … | …                           |                                     |  |  |       |  |  |                                   |  |  |                                         |  |
| Alberto Federico di Wolfstein zu Sulzbürg | … |                             |                                     |  |  |       |  |  |                                   |  |  |                                         |  |
|                                           |   | …                           | …                                   |  |  |       |  |  |                                   |  |  |                                         |  |
|                                           |   | …                           | …                                   |  |  |       |  |  |                                   |  |  |                                         |  |
|                                           |   | …                           | …                                   |  |  |       |  |  |                                   |  |  |                                         |  |
| Sofia Cristiana di Wolfstein              |   | …                           |                                     |  |  |       |  |  |                                   |  |  |                                         |  |
|                                           |   | …                           | …                                   |  |  |       |  |  |                                   |  |  |                                         |  |
|                                           |   | …                           | …                                   |  |  |       |  |  |                                   |  |  |                                         |  |
|                                           |   | …                           | …                                   |  |  |       |  |  |                                   |  |  |                                         |  |
| Sofia Luisa di Castell-Remlingen          |   | …                           |                                     |  |  |       |  |  |                                   |  |  |                                         |  |
|                                           |   | …                           | …                                   |  |  |       |  |  |                                   |  |  |                                         |  |
|                                           |   | …                           | …                                   |  |  |       |  |  |                                   |  |  |                                         |  |
|                                           |   | …                           | …                                   |  |  |       |  |  |                                   |  |  |                                         |  |
|                                           |   | …                           |                                     |  |  |       |  |  |                                   |  |  |                                         |  |